# The Score
The Score (Un golpe maestro en España y Cuenta final en Argentina) es una película de 2001 dirigida por Frank Oz y coprotagonizada por Robert De Niro y Edward Norton; además, se convirtió en la última película de Marlon Brando como actor antes de fallecer. Recibió críticas generalmente positivas, en Rotten Tomatoes cuenta con una aprobación de 75 %.

## Sinopsis
Nick Wells (Robert De Niro) es un ladrón que, cansado de la vida criminal, decide abandonarla para vivir en paz con su novia Diane (Angela Bassett) y dirigir el club de jazz que tiene en Montreal. Antes de su retirada, su amigo y socio Max (Marlon Brando) le pide un último robo junto a Jackie Teller (Edward Norton), un joven ladrón infiltrado como ayudante del bedel en el edificio de aduanas de Montreal donde se esconde la valiosa obra de arte.
A pesar de los principios de Nick, nunca trabajar en compañía durante el robo y hacerlo fuera de la ciudad donde reside, acepta el que será su último trabajo como delincuente. Una vez comenzado el estratégico y organizado plan, los egos de los tres protagonistas se enfrentan, provocando un inesperado final.

## Curiosidades
- Es la única película donde actuaron juntos Marlon Brando y Robert De Niro; curiosamente, eran (hasta la victoria en 2020 de Joaquin Phoenix por Joker) los dos únicos actores que habían ganado un Óscar interpretando al mismo personaje (Vito Corleone) en El Padrino y El Padrino II, respectivamente.[3]
- Marlon Brando tuvo que perder algo más de 20 kg para poder realizar su papel.
- Edward Norton interpreta a un personaje que se hace pasar por retrasado, al igual que en su primera película, Las dos caras de la verdad, en donde también lo simula; y en ambos filmes intenta engañar a quien le ayuda.
- El hacker está jugando en su ordenador a Quake III Arena.
- Robert De Niro hizo de policía en la película titulada 15 minutos; en The Score es un ladrón, y en una escena afirma que es capaz de abrir una caja fuerte especial en sólo 15 minutos. Además, el compañero de limpieza de Edward Norton, en otra escena, le dice que tardarán 15 minutos en encerar el suelo.
- Destaca la intervención especial de Marlon Brando, que provocó numerosos incidentes durante el rodaje, ya que se negó a ser dirigido por Frank Oz, por lo que en sus escenas asumió la dirección Robert de Niro, y un día se presentó desnudo en el rodaje.
- Dirige Frank Oz, que comenzó trabajando como titiritero o "muppetero" en Plaza Sésamo y The Muppets, y que continuó su trabajo en el cine con películas como Cristal oscuro, La pequeña tienda de los horrores, etc.
- El papel que interpreta Robert de Niro iba a ser interpretado por Michael Douglas.
- Por el papel que interpretó Edward Norton se «pelearon» actores como Ben Affleck y Brad Pitt.
- El actor Paul Soles (jefe de conserjes) vuelve a trabajar con Edward Norton en The Incredible Hulk.